# ياواتا (كيوتو)
مدينة ياواتا (بالإنجليزية: Yawata)‏ هي أحد المدن التابعة لمحافظة كيوتو. تأسست رسميًا في 01/11/1977. ويقدر عدد سكانها بـ 73822 نسمة حسب تقدير مكتب الإحصاء الياباني لعام 2012. تبلغ مساحة ياواتا 24.37 كم2. بكثافة سكانية تبلغ 3029 نسمة/كم2.